# Salvador Urbina, Ocozocoautla de Espinosa
Salvador Urbina är en ort i Mexiko.   Den ligger i kommunen Ocozocoautla de Espinosa och delstaten Chiapas, i den sydöstra delen av landet, 700 km öster om huvudstaden Mexico City. Salvador Urbina ligger 478 meter över havet och antalet invånare är 287.
Terrängen runt Salvador Urbina är kuperad. Runt Salvador Urbina är det ganska tätbefolkat, med 83 invånare per kvadratkilometer. Närmaste större samhälle är Tecpatán, 19,4 km nordost om Salvador Urbina. Omgivningarna runt Salvador Urbina är en mosaik av jordbruksmark och naturlig växtlighet.